# フォルミガ
フォルミガ（Formiga）ことミライルデス・マチエル・モタ（Miraildes Maciel Mota、1978年3月3日 - ）は、ブラジルの女子サッカー選手である。ポジションはミッドフィールダー。サンパウロFC所属。ブラジル女子代表最多となる234キャップを持つ。男女通じて最多となるワールドカップ7大会出場とオリンピック7大会出場を果たしている。

## 経歴
ブラジル国内でプレーした後、2004年にスウェーデンのマルメFFダムに移籍。
2008年WPS国際ドラフトにて FCゴールドプライドに指名される。WPS初年度はゴールドプライドで16試合中15試合先発出場。翌シーズンはシカゴ・レッドスターズでプレー。
2011年に帰国しサン・ジョゼECに移籍。
2017年、パリ・サンジェルマンに移籍。（2021年まで在籍）
2021年よりサンパウロFCに移籍。

### 代表歴
17歳でブラジル代表に初選出され、1995ワールドカップに出場。
1996年アトランタオリンピックにも出場。
2004年アテネと2008年北京で銀メダル獲得。
2016年に一度代表引退するも2018年のコパ・アメリカで代表復帰。
2019ワールドカップに大会最年長の41歳で出場。
2021年に開催された2020年東京オリンピックにて歴代最多となるオリンピック7度目の出場を果たす
2021年11月の国際大会を最後に代表引退。